# Frederick Coyett

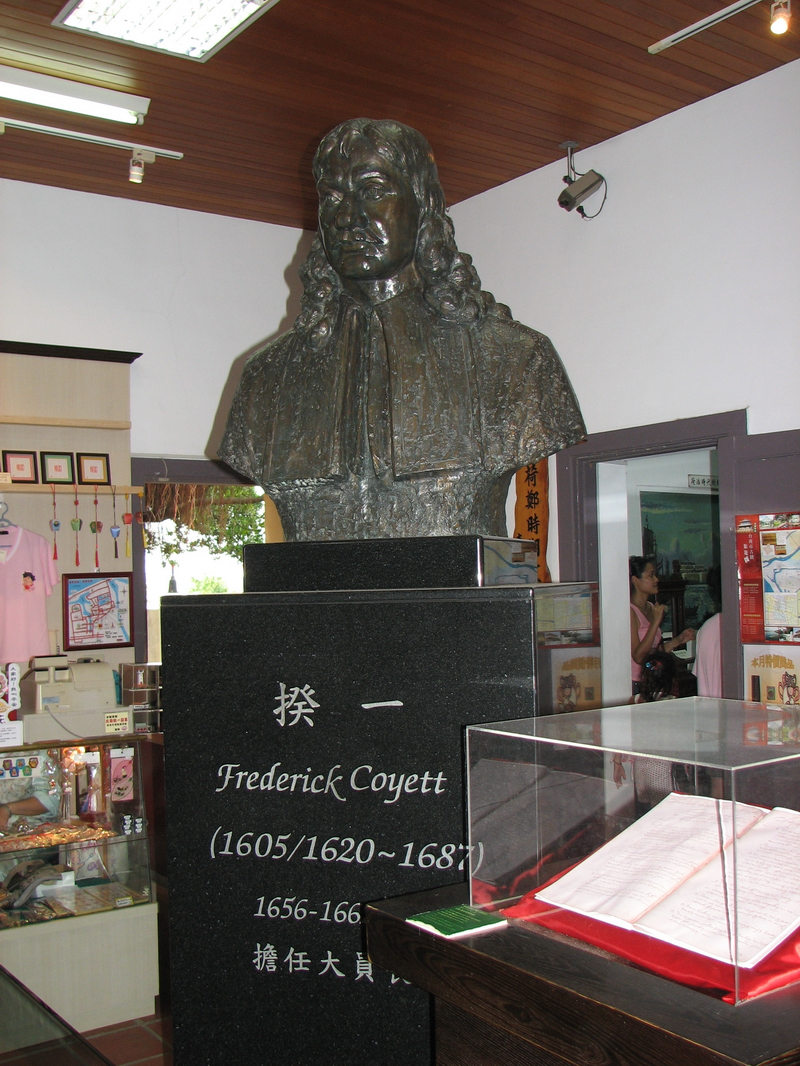
Coyetts Büste in Fort Zeelandia (in Wirklichkeit Joan Maetsuycker darstellend)

Frederick Coyett, auch Fredric Coijet (* 1615 oder 1620 in Stockholm; † 17. Oktober 1687 in den Niederlanden), war der letzte Gouverneur der Niederländischen Ostindien-Kompanie von Formosa (dem heutigen Taiwan).

## Leben
Die Familie wanderte wahrscheinlich um 1569 aus Flandern nach Schweden aus. Der Vater Gillis Coijet oder Julius Coyet der Jüngere († 1634) war Goldschmied und Münzmeister. Die Mutter Catharina von Steinberg war die Tochter des Stockholmer Kaufmanns und Goldschmiedes Johann von Steinberg.
Coyett, ursprünglich ein Bäckerknecht (?), heuerte bei der Niederländischen Ostindien-Kompanie an und wurde 1644 zweiter Oberkaufmann in der Festung von Batavia. Drei Jahre später wurde er nach Nagasaki geschickt. Er war der erste Schwede, der japanischen Boden betrat. Hier leitete er zweimal für je ein Jahr (1647–48, 1652–53) als Oberhaupt (opperhoofd) die Niederlassung Dejima (Nagasaki). Der erste Turnus wurde jedoch von Ereignissen überschattet, auf die er keinen Einfluss hatte. Im Sommer 1647 traf auch eine portugiesische Gesandtschaft in Nagasaki ein und versuchte, die von den Japanern 1639 abgebrochenen Beziehungen wieder anzuknüpfen. Die Kompanie hatte diesem Schiff in Batavia sogar technische Hilfe geleistet, war aber nach Ansicht der überraschten japanischen Behörden ihrer Informationspflicht nicht nachgekommen. Nach zähen Verhandlungen zogen die Portugiesen schließlich unverrichteter Dinge wieder ab. Doch in japanischen Regierungskreisen war die Verärgerung derart groß, dass man, als Coyett im folgenden Frühjahr nach Edo zog, um dem Shogun die alljährlich anstehende Reverenz zu erweisen, die Audienz absagte und die mitgebrachten Geschenke ablehnte. Damit hatten die niederländisch-japanischen Beziehungen innerhalb von zwei Jahrzehnten zum zweiten Mal einen Tiefpunkt erreicht. Coyetts nächster Turnus in Japan verlief ruhiger, da die Kompanie 1649/50 eine aufwendige Sondergesandtschaft nach Japan geschickt hatte, welche die während der vierziger Jahre akkumulierten Spannungen auflösen konnte. Zusammen mit seinem Bruder Peter Julius wurde er 1649 in den schwedischen Adelsstand erhoben.
Im März 1653 wurde er zum zweiten Mann (secunde) im Fort Zeelandia an der Bucht „Tayoean“ auf der von der Kompanie okkupierten Insel Formosa (heute Taiwan) ernannt. 1656 stieg er zum Gouverneur der Insel auf. Die heftigen Kämpfe auf dem Festland zwischen den Truppen der Mandschu (Qing) und der niedergehenden Ming-Dynastie blieben nicht ohne Auswirkung auf die Lage Formosas. 1658 und 1659 kam es zur ersten Flüchtlingswelle. 1661 landete der chinesische Truppenführer  Zheng Chenggong (Koxinga), ein Anhänger der Ming, mit 25.000 Mann auf der Insel, um einen Stützpunkt einzurichten und seine Kräfte zu regruppieren. Nach neunmonatiger Belagerung und zähen Verhandlungen übergab Coyett Anfang Februar 1662 Zeelandia und zog mit den Seinen nach Batavia ab. Allerdings geriet eine beträchtliche Zahl von Niederländern, die sich in der Umgebung aufgehalten hatten, in chinesische Gefangenschaft. Die letzten Überlebenden wurden erst 1684 freigelassen. Das Zeitalter der niederländischen Kontrolle über die Insel war damit nach achtunddreißig Jahren zu Ende.
Entsprechend heftig reagierte man im Generalgouvernement in Batavia. Coyett kam vor Gericht und wurde für 12 Jahre auf die Banda-Inseln verbannt. 1675 veröffentlichte er das Werk „'t Verwaerloosde Formosa“ („Das vernachlässigte Formosa“), in dem er die Kompanie der Unwissenheit beschuldigte. Sie habe ihm Verstärkung verweigert, was zum Fall von Formosa geführt habe. Das war nicht völlig falsch. Auf Coyetts Anforderung hin hatte man zwar ein Schiff mit Soldaten unter Dirk van der Laan nach Zeelandia geschickt, doch van der Laan hielt die Befürchtungen Coyetts für übertrieben und zog wieder nach Batavia ab. Unter den Soldaten, die er zurückließ, war auch Albrecht Herport, der in seinem Reisebuch über die Vorgänge eingehend berichtet.
Coyett hatte 1650 in Indien Helena von der Wik geheiratet, die Tochter eines Generals. Ihr gemeinsamer Sohn Balthasar Coyett (1651–1728) wurde Gouverneur auf Ambon.